# Flaga Brzegu
Flaga Brzegu – flaga miejska miasta Brzeg ustanowiona  na podstawie ustawy z dn. 21 grudnia 1978 r. o odznakach i mundurach, uaktualniona uchwałą nr XVII/209/20 z 27 lutego 2020.

## Wygląd i warunki użycia
Zgodnie załącznikiem nr 3 do statutu miasta, flagą jest prostokątny płat tkaniny koloru czerwonego z umieszczonym pośrodku herbem Miasta w postaci trzech białych kotwic w układzie w tzw. roztrój (proporcjonalnych do płata tkaniny), umocowana na maszcie lub drzewcu. Flaga może być użyta: na budynkach jednostek organizacyjnych miasta i gminnych osób prawnych w dniach uroczystości lokalnych, stale na budynku urzędu miasta i ratusza, a także w innych miejscach i okolicznościach, za zgodą burmistrza.

## Symbolika i historia
Symbolika jest identyczna jak herbu Brzegu z tym, że użytkowanie samej flagi rozpoczęło się znacznie później. Sam motyw herbowy jest znany od czasu założenia miasta (1248) z pieczęci miejskich oraz monet. Pojawia się również w potwierdzeniu przywileju lokacyjnego przez księcia wrocławskiego, Henryka III (1250) i pozostawał niezmienny na przestrzeni wieków. Podkreśla on znaczenie dla miasta i jego historii przystani na rzece Odrze, a także samo pochodzenie pierwszej łacińskiej nazwy miasta − Alta Ripa − łac. Wysoki Brzeg.